# U-1227
| U-1227                     | U-1227                                                                 | U-1227                                                                 |
| -------------------------- | ---------------------------------------------------------------------- | ---------------------------------------------------------------------- |
|                            |                                                                        |                                                                        |
|                            |                                                                        |                                                                        |
|                            |                                                                        |                                                                        |
| Під прапором               | Третій рейх                                                            | Третій рейх                                                            |
| Спуск на воду              | 18 вересня 1943 року                                                   | 18 вересня 1943 року                                                   |
| Виведений зі складу флоту  | 10 квітня 1945 року                                                    | 10 квітня 1945 року                                                    |
| Сучасний статус            | затоплений                                                             | затоплений                                                             |
| Проєкт                     |                                                                        |                                                                        |
| Тип ПЧ                     | Дизельний підводний човен                                              | Дизельний підводний човен                                              |
| Основні характеристики     |                                                                        |                                                                        |
| Швидкість (надводна)       | 19 вузлів                                                              | 19 вузлів                                                              |
| Швидкість (підводна)       | 7,3 вузла                                                              | 7,3 вузла                                                              |
| Гранична глибина занурення | 230 м                                                                  | 230 м                                                                  |
| Екіпаж                     | 48 особи                                                               | 48 особи                                                               |
| Розміри                    |                                                                        |                                                                        |
| Довжина найбільша (по КВЛ) | 76,8 м                                                                 | 76,8 м                                                                 |
| Ширина корпусу найб.       | 6,9 м                                                                  | 6,9 м                                                                  |
| Висота                     | 9,6 м                                                                  | 9,6 м                                                                  |
| Середня осадка (по КВЛ)    | 4,7 м                                                                  | 4,7 м                                                                  |
| Водотоннажність надводна   | 1144 т                                                                 | 1144 т                                                                 |
| Озброєння                  |                                                                        |                                                                        |
| Артилерія                  | 1 88-мм палубна гармата SK C/32                                        | 1 88-мм палубна гармата SK C/32                                        |
| Торпедно- мінне озброєння  | 4 носових і два кормових ТА. 22 торпеди або 44 міни TMA чи 66 TMB      | 4 носових і два кормових ТА. 22 торпеди або 44 міни TMA чи 66 TMB      |
| ППО                        | 1 37-мм зенітна гармата SKC/30 2 (1 ? 2) 20-мм зенітні гармати FlaK 30 | 1 37-мм зенітна гармата SKC/30 2 (1 ? 2) 20-мм зенітні гармати FlaK 30 |

U-1227 — німецький підводний човен типу IXC/40, часів Другої світової війни.
Замовлення на будівництво човна віддане 14 жовтня 1941 року. Човен заклали на верфі «Deutsche Werft AG» у Гамбурзі 1 лютого 1943 року під заводським номером 390, спущений на воду 18 вересня 1943 року, 8 грудня 1943 року увійшов до складу 31-ї флотилії. За час служби також входив до складу 2-ї та 33-ї флотилій. Єдиним командиром підводного човна був оберлейтенант-цур-зее Фрідріх Альтмаєр.
За час служби човен зробив 1 бойовий похід, у якому тотально пошкодив один військовий корабель.
Підводний човен отримав пошкодження 9 квітня 1945 року під час британського нічного килимового бомбардування. 10 квітня того ж року U-1227 виведено з експлуатації та затоплено власним екіпажем 3 травня 1945 року. Пізніше піднято та здано на злам.

## Потоплені та пошкоджені кораблі[3]
| Назва                | Тип    | Належність | Дата          | Тоннаж (БРТ) | Вантаж | Статус              | Місце                                                       |
| HMCS Chebogue (K317) | фрегат | Канада     | 4 жовтня 1944 | 1 370        |        | тотально зруйновано | 49°20′ пн. ш. 24°20′ зх. д. / 49.333° пн. ш. 24.333° зх. д. |